# Rétroportage
 (mai 2023).
Si vous disposez d'ouvrages ou d'articles de référence ou si vous connaissez des sites web de qualité traitant du thème abordé ici, merci de compléter l'article en donnant les références utiles à sa vérifiabilité et en les liant à la section « Notes et références ».
Le rétroportage, ou backporting en anglais, est l'action consistant à récupérer une modification développée pour une nouvelle version d'un logiciel pour en faire bénéficier une version plus ancienne de ce logiciel (au moyen d'un logiciel patch).
Cela permet de maintenir sélectivement à jour une version d'un logiciel sans avoir à la remplacer entièrement par une version plus récente qui nécessiterait de nouveaux tests de qualité.

## Exemples
Typiquement, le rétroportage concerne des mises à jour de sécurité. Il peut aussi corriger des problèmes de performance ou ajouter des fonctionnalités jugées importantes.
Une grande partie du temps nécessaire à la construction d'une distribution Linux (autre qu'une rolling release), par exemple, consiste à tester les nouvelles versions des logiciels à assembler puis, à un certain stade du développement, les nouvelles versions ne sont plus acceptées (on parle de la phase de « gel ») afin d’approfondir les tests et débusquer les derniers bogues. Lorsqu'une correction ou fonctionnalité importante est lancée dans une version ultérieure d'un logiciel retenu, il est alors possible de la rétroporter. Typiquement les versions des noyaux Linux présentes dans les distributions comportent un certain nombre de lignes de code issues des versions suivantes.